# Callerinnys deminuta
Callerinnys deminuta är en fjärilsart som beskrevs av W. Warren 1894. Callerinnys deminuta ingår i släktet Callerinnys och familjen mätare. Inga underarter finns listade i Catalogue of Life.